# Vita consecrata
Vita consecrata (česky Zasvěcený život) je apoštolská exhortace papeže Jana Pavla II., která byla zveřejněna 25. března 1996. Exhortace je postsynodálním dokumentem. Její podtitul zní „Biskupům a duchovním, řeholním řádům a kongregacím, sdružením apoštolského života, sekulárním institutům a všem věřícím o zasvěceném životě a jeho poslání v církvi a ve světě“.

## Obsah
V zasvěceném životě se jednotlivci zavazují k evangelním radám čistoty, chudoby a poslušnosti. Jejich život svědčí o hodnotách Božího království. Vyznání čistoty, chudoby a poslušnosti odmítá modlářství všeho stvořeného a ukazuje na Boha jako na absolutní dobro. Papež se v dokumentu dotkl témat formace, pastorace povolání, apoštolské činnosti řeholníků a řeholnic i laických zasvěcených osob. 
Vůdčím obrazem, na který římský biskup odkazuje a který se jako refrén ozývá celým dokumentem, je novozákonní scéna Kristova proměnění na hoře Tábor – srov. Mt 17, 1–8 (Kral, ČEP); Mk 9, 2–8 (Kral, ČEP); Lk 9, 28–36 (Kral, ČEP).